# Marc-André ter Stegen
Marc-André ter Stegen (phát âm tiếng Đức: [ˌmaʁk ʔanˈdʁeː teːɐ̯ ˈsteːɡn̩, - ʔãˈdʁeː -] ⓘ; sinh ngày 30 tháng 4 năm 1992) là một cầu thủ bóng đá chuyên nghiệp người Đức hiện đang thi đấu ở vị trí thủ môn cho đội tuyển bóng đá quốc gia Đức và là đội trưởng của câu lạc bộ La Liga Barcelona. Nổi tiếng nhờ khả năng chuyền bóng, kỹ thuật xử lý bóng và khả năng phản xạ siêu hạng, anh được đánh giá là một trong những thủ môn xuất sắc nhất thế giới trong thế hệ của mình. Nổi tiếng với khả năng phản xạ, chuyền bóng và chơi chân, anh thường được mệnh danh là Bức tường Berlin vì khả năng phản xạ và kiểm soát bóng của mình khi còn là một thủ môn.
Sau bốn mùa giải ở Bundesliga với Borussia Mönchengladbach, ra sân 108 trận ở giải VĐQG, anh gia nhập Barcelona với giá 12 triệu euro vào năm 2014. Anh đã giành được cú ăn ba trong sự nghiệp của mình trong mùa giải đầu tiên ở Tây Ban Nha, chơi cho Barcelona tại Copa del Rey và UEFA Champions League.
Ter Stegen đại diện cho Đức ở một số cấp độ trẻ và ra mắt đội tuyển quốc gia vào năm 2012. Anh là thành viên của đội tuyển Đức lọt vào bán kết UEFA Euro 2016 và giành được FIFA Confederations Cup 2017, và cũng là thành viên của đội tuyển Đức tham dự FIFA World Cup 2018.

## Sự nghiệp câu lạc bộ

### Borussia Mönchengladbach

#### Mùa giải 2010–11
Ter Stegen bắt đầu sự nghiệp ở đội bóng quê hương Borussia Mönchengladbach. Trong nửa đầu mùa giải 2010–11, anh đã khẳng định mình là ngôi sao của đội dự bị của họ và thường xuyên được thấy trên băng ghế dự bị của đội một. Trong khi anh ấy đang tận hưởng một mùa giải tương đối thành công, điều tương tự lại không thể xảy ra với các đồng nghiệp ở đội một của anh. Đội bóng cấp cao của Mönchengladbach dường như đã thất bại trong nỗ lực tránh xuống hạng, và vào ngày 14 tháng 2 năm 2011, huấn luyện viên Michael Frontzeck được thay thế bởi Lucien Favre, với đội bắt nguồn từ xếp cuối Bundesliga, chỉ tích lũy được 16 điểm sau 22 ngày thi đấu.
Kết quả của đội sớm được cải thiện, nhưng phong độ thất thường của thủ môn số một Logan Bailly đã khiến đội bóng lùi lại. Mặc dù anh có thể tạo ra những màn trình diễn mang tính chiến thắng như trận đấu với Werder Bremen, nhưng những màn trình diễn này rất ít và thường xuyên bị hủy bỏ bởi những trận đấu không hấp dẫn. Những người hâm mộ Mönchenladbach đã nhanh chóng làm mất uy tín của tuyển thủ Bỉ, với một số cáo buộc anh đã nỗ lực nhiều hơn cho sự nghiệp người mẫu hơn là bóng đá. Sự tiến bộ của Ter Stegen cho đội dự bị đã không được những người ủng hộ chú ý, và người quản lý mới tràn ngập yêu cầu bắt thần đồng trẻ tuổi này tham gia giải đấu. Favre cuối cùng đã mất kiên nhẫn với Bailly, và vào ngày 10 tháng 4 năm 2011, để anh ta ngồi dự bị thay cho Ter Stegen trong trận đấu với 1. FC Köln. Cầu thủ trẻ người Đức đã không gây thất vọng, và hàng thủ đã thể hiện sự chắc chắn chưa từng thấy trước đây. Anh ấy giữ vị trí của mình trong đội trong phần còn lại của mùa giải, giữ 4 trong số 5 trận có thể xảy ra trong 5 ngày thi đấu gần nhất khi Mönchenladbach tránh xuống hạng qua vòng loại trực tiếp. Trong trận đấu này, anh ấy đã trở nên nổi bật với màn trình diễn ở vị trí cuối cùng trước nhà vô địch cuối cùng Borussia Dortmund, thực hiện một chuỗi pha cứu thua đẳng cấp thế giới khi Mönchengladbach ấn định chiến thắng nổi tiếng 1–0.

#### Mùa giải 2011–12

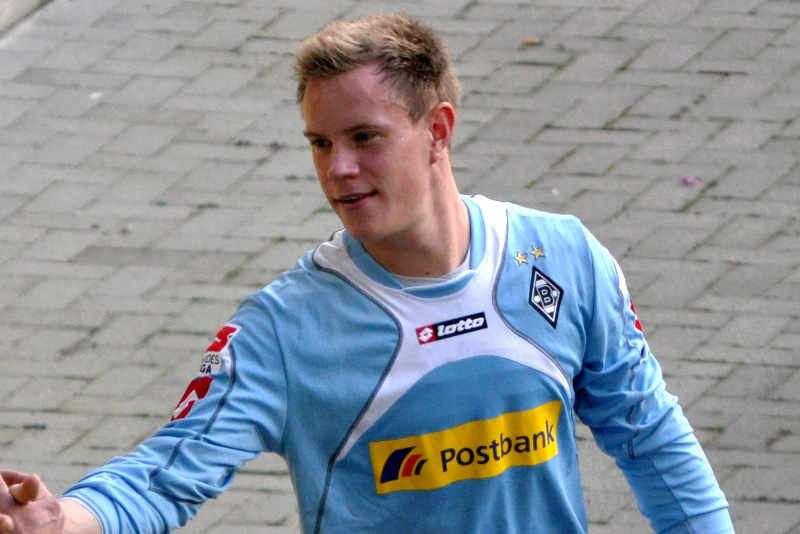
Ter Stegen với Borussia Mönchengladbach năm 2011

Vị thế thủ môn số một của Ter Stegen càng được củng cố khi Bailly được cho đội bóng Thụy Sĩ Neuchâtel Xamax mượn và chiếc áo số 1 được giao cho Ter Stegen, người trước đó đã mặc áo số 21.
Trong kỳ chuyển nhượng mùa hè, Bayern Munich đã thành công trong việc theo đuổi đội trưởng của Schalke 04 Manuel Neuer. Tuyển thủ Đức có trận ra mắt trước Mönchenladbach của Ter Stegen tại Allianz Arena. Tuy nhiên, trận đấu đã không diễn ra như các chuyên gia dự đoán, khi Ter Stegen tạo ra một màn trình diễn đầy cảm hứng khác trong khi người đồng đội Neuer mắc lỗi khiến Bayern nhận thất bại 1–0. Sau trận đấu này, Borussia Mönchenladbach bắt tay vào một thử thách khó có thể giành được danh hiệu, với Ter Stegen và cầu thủ trẻ Marco Reus là nguồn cảm hứng cho Mönchengladbach.

#### Mùa giải 2012–13
Sau sự ra đi của Reus đến Borussia Dortmund và Dante đến Bayern Munich, Ter Stegen nổi lên như ngôi sao chính của Mönchenladbach trong mùa giải. Anh lại là sự lựa chọn số một, và vào tháng 2 năm 2013, có thông tin cho rằng Ter Stegen đã ký thỏa thuận trước với câu lạc bộ La Liga Barcelona. Thương vụ này sau đó đã bị chính anh từ chối.

#### Mùa giải 2013–14
Sau khi được liên hệ chặt chẽ với Barcelona, Ter Stegen vẫn ở lại Mönchenladbach trong mùa giải mới. Vào ngày 6 tháng 1 năm 2014, anh từ chối một thỏa thuận mới từ câu lạc bộ, làm dấy lên những đồn đoán về tương lai của anh ấy. Trong trận đấu sân nhà cuối cùng của mùa giải, chiến thắng 3–1 trên sân nhà trước Mainz 05 ngày 5/5, Ter Stegen gửi lời chia tay đầy nước mắt tới Borussia Mönchenladbach.

### Barcelona

#### Mùa giải 2014–15

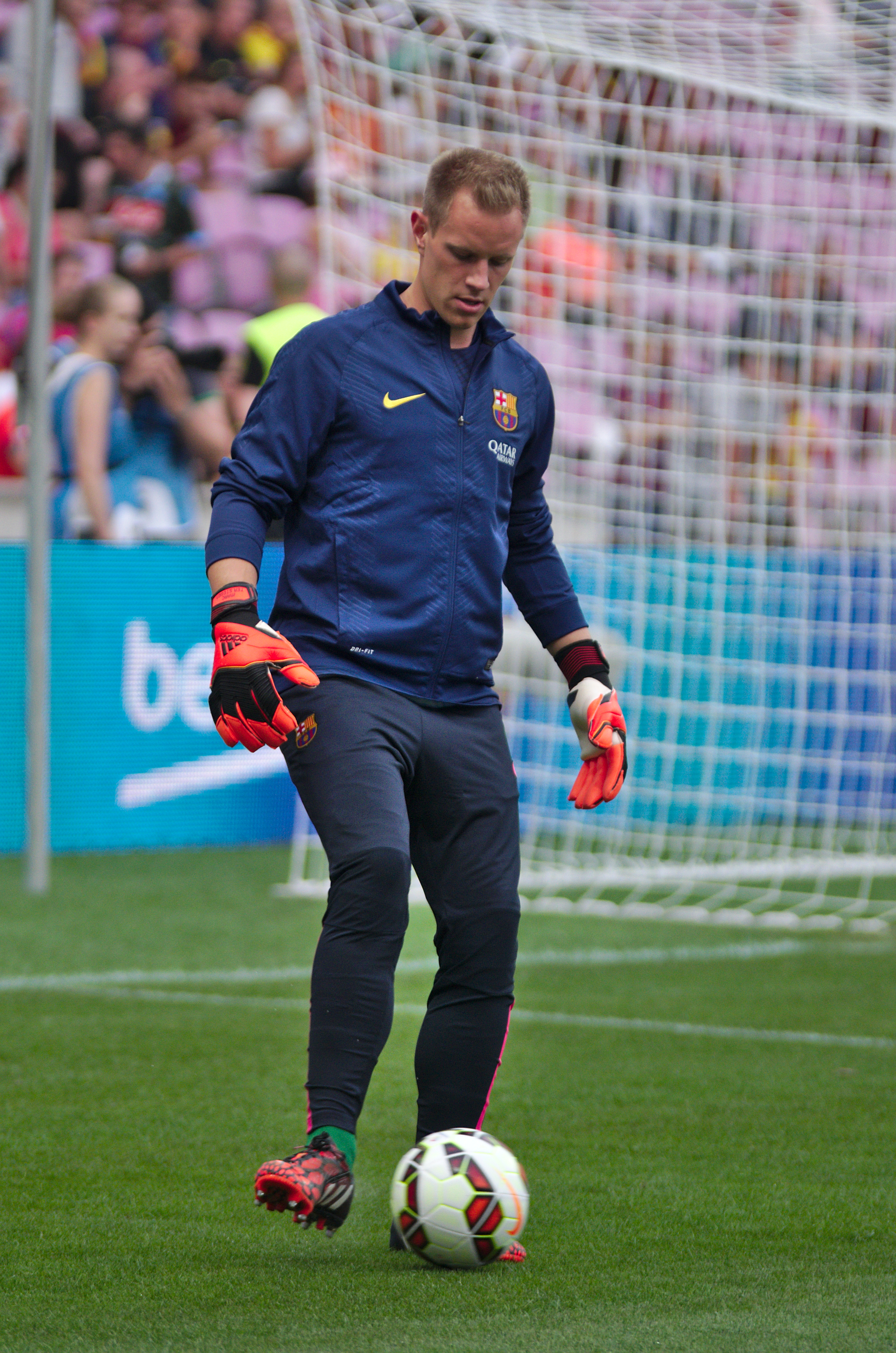
Ter Stegen khởi động cho Barcelona năm 2014

Vào ngày 19 tháng 5 năm 2014, Ter Stegen được công bố là thủ môn mới của câu lạc bộ Tây Ban Nha Barcelona, với thủ môn  người Chile Claudio Bravo, sau sự ra đi của Víctor Valdés và José Manuel Pinto, có hiệu lực trong kỳ chuyển nhượng mùa hè. Vào ngày 22 tháng 5 năm 2014, anh ký một hợp đồng 5 năm sẽ giữ anh ở lại câu lạc bộ cho đến tháng 6 năm 2019. Phí chuyển nhượng là 12 triệu euro (9,7 triệu bảng) và điều khoản mua đứt được đặt thành 80 triệu euro (63,6 triệu bảng). Sau khi chuyển đi, Ter Stegen cho biết việc gia nhập câu lạc bộ là một bước đi đúng đắn và anh hướng tới mục tiêu ổn định tại câu lạc bộ.
Ter Stegen dính chấn thương trước trận đấu đầu tiên của mùa giải. Do chấn thương này, huấn luyện viên Barcelona Luis Enrique đã chọn Bravo trở thành thủ môn xuất phát của giải đấu, nơi anh giành được Zamora Trophy. Ter Stegen, cuối cùng đã không thi đấu trong các trận đấu trong chiến dịch vô địch quốc gia của Barça. Tuy nhiên, Ter Stegen đã được chọn làm thủ môn số một trong cả hai mặt trận Copa del Rey và UEFA Champions League. Anh có trận ra mắt ở giải đấu thứ hai vào ngày 17 tháng 9, giữ sạch lưới trong chiến thắng 1–0 trên sân nhà trước APOEL. Anh đã giúp Barcelona giành chiến thắng trận chung kết Copa Del Rey trong nước trong mùa giải đầu tiên, chiến thắng 3–1 trước Athletic Bilbao vào ngày 30 tháng 5 năm 2015. Một tuần sau, anh thi đấu trong trận chung kết Champions League tại Olympiastadion ở Berlin, giành chiến thắng 3–1 trước Juventus. Anh đã giành được giải thưởng "Cứu thua xuất sắc nhất" nhờ pha cứu thua ngoạn mục vào lưới Bayern Munich, trong trận lượt về của bán kết Champions League.

#### Mùa giải 2015–16
Mùa giải thứ hai của anh mở đầu bằng chiến thắng ở UEFA Super Cup 2015 trước Sevilla ở Tbilisi vào ngày 11 tháng 8. Dẫn trước 4–1, sau đó anh để thủng lưới thêm ba bàn nữa để đưa trận đấu bước vào hiệp phụ, trong đó Barcelona thắng 5–4. Anh ra mắt La Liga vào ngày 12 tháng 9 năm 2015 trong trận đấu với Atlético Madrid, trận đấu mà Barcelona thắng 2–1.
Vào tháng 3 năm 2016, Ter Stegen nói về chính sách luân chuyển của Luis Enrique: "Về lâu dài, 25 trận mỗi mùa này là không đủ đối với tôi. Quyết định là do huấn luyện viên đưa ra. Tôi hy vọng rằng phẩm chất mà tôi đã thể hiện gần đây đã được khen thưởng."

#### Mùa giải 2016–17
Ter Stegen dính chấn thương hồi đầu mùa giải nên đã bỏ lỡ Supercopa de España và các trận đấu của giải đấu. Anh trở thành thủ môn số một của Barcelona sau khi Claudio Bravo rời đến Manchester City vào ngày 25 tháng 8 năm 2016. Vào ngày 13 tháng 9 năm 2016, Ter Stegen cản phá một quả phạt đền từ Moussa Dembélé, giữ tỷ số là 1–0 và cuối cùng dẫn đến chiến thắng 7–0 cho Barcelona trước Celtic tại UEFA Champions League. Vào ngày 2 tháng 10 năm 2016, Ter Stegen đã có màn trình diễn kém cỏi khi mắc hai sai lầm nghiêm trọng, khiến Barcelona phải trả giá bằng trận đấu khi cuối cùng họ để thua 4–3 trước Celta Vigo. Sau đó anh ấy đã xin lỗi và nói rằng sẽ không thay đổi lối chơi của mình. Sau đó anh đã nhận được nhiều đánh giá tốt cho vai trò của mình trong chiến thắng lội ngược dòng 6–1 của Barcelona trước Paris Saint-Germain ở lượt về vòng 16 đội Champions League vì pa phạm lỗi nghiêm trọng từ tiền vệ PSG Marco Verratti ở phần sân đối phương – dẫn đến bàn thắng quan trọng ở phút 94 của Sergi Roberto, giúp Barcelona tiếp tục săn đuổi chức vô địch Champions League. Kết quả là Barcelona đã đủ điều kiện tham dự tứ kết Champions League, nơi cuối cùng họ bị loại bởi Juventus. Ter Stegen thậm chí còn tỏ ra quyết đoán hơn ở giải đấu thứ hai El Clásico mùa đó khi thực hiện 12 pha cứu thua đáng kinh ngạc trong chiến thắng 3–2 tại Santiago Bernabéu trước Real Madrid, giúp Barcelona sống sót trong cuộc đua giành La Liga trong khi kém Real Madrid 3 điểm.

#### Mùa giải 2017–18
Vào ngày 29 tháng 5 năm 2017, Ter Stegen ký hợp đồng mới với Barcelona, giữ anh ở lại câu lạc bộ cho đến năm 2022, với điều khoản mua lại tăng lên 180 triệu euro.
Vào ngày 14 tháng 10 năm 2017, Ter Stegen đã thực hiện một số pha cứu thua quan trọng, bao gồm hai cú sút đúng chỗ của Antoine Griezmann của Atlético Madrid, trên đường dẫn đến trận hòa 1–1 tại sân vận động mới được xây dựng lại Wanda Metropolitano, bảo toàn thành tích bất bại của Barcelona trong mùa giải La Liga 2017–18. Vào ngày 28 tháng 10 năm 2017, Ter Stegen đã tạo ra một màn trình diễn phi thường trước Athletic Bilbao trong chiến thắng chung cuộc 2–0 cho Barcelona, từ chối Aritz Aduriz trong thế đối đầu và thực hiện một nỗ lực lặn xuất sắc từ cùng một đối thủ với năm phút còn lại trên đồng hồ. Tính đến ngày 20 tháng 11 năm 2017, Ter Stegen, với sự hỗ trợ của sự hướng dẫn của người quản lý vào thời điểm đó Ernesto Valverde, cùng với phong độ tốt của đồng đội và hậu vệ Samuel Umtiti, là nguyên nhân khiến Barcelona có ít bàn thắng nhất thừa nhận bất kỳ câu lạc bộ nào trong top 5 giải đấu hàng đầu châu Âu, chỉ với bốn bàn thua. Vào ngày 22 tháng 11 năm 2017, Ter Stegen cản phá được cú sút ở phút 90 của Paulo Dybala của Juventus, tương tự như cú sút anh ghi vào lưới Ter Stegen trong trận thua tại Champions League mùa trước. Kết quả này đủ tốt để đảm bảo một trận hòa và vị trí nhất bảng D, giúp Barcelona đủ điều kiện vào vòng đấu loại trực tiếp UEFA Champions League 2017–18. Tại thời điểm này, Ter Stegen đã cản phá được 23 trong số 24 cú sút trúng đích gần nhất của anh ấy với tỷ lệ cứu thua là 96%.
Vào ngày 17 tháng 4 năm 2018, Ter Stegen lần đầu tiên được đeo băng đội trưởng Barcelona trong trận hòa 2–2 gặp Celta Vigo tại Balaídos khi vắng mặt đội trưởng thường xuyên Andrés Iniesta và Lionel Messi, với cầu thủ sau bắt đầu từ băng ghế dự bị.

#### Mùa giải 2018–19

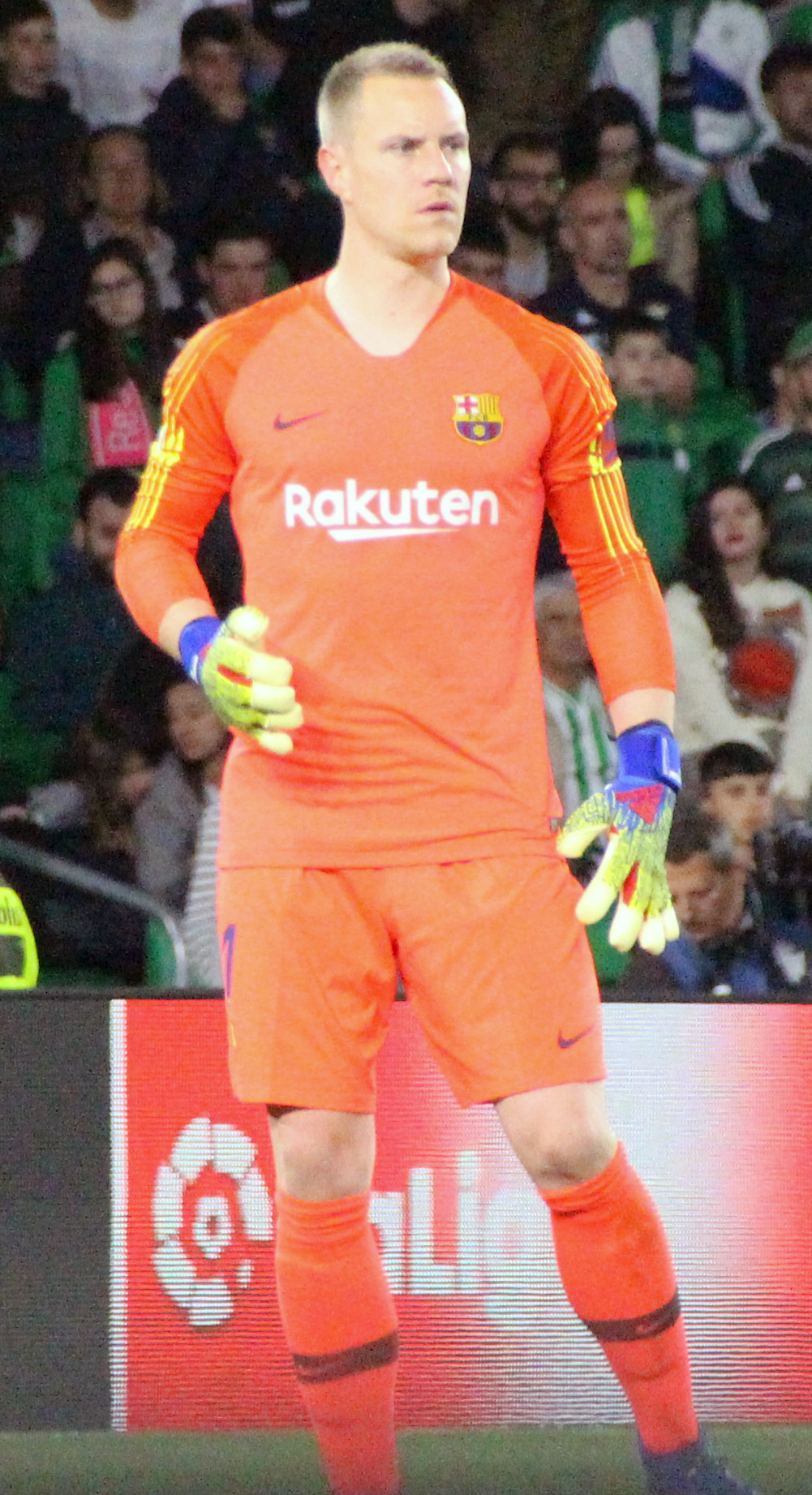
Ter Stegen thi đấu gặp Real Betis vào tháng 3 năm 2019

Vào ngày 12 tháng 8, Ter Stegen xuất phát với Barcelona trong trận đấu Supercopa de España 2018, trong đó câu lạc bộ đã đánh bại Sevilla 2–1 để giành chức vô địch, với Ter Stegen thực hiện một pha cản phá quả phạt đền muộn để bảo toàn chiến thắng.
Ter Stegen đã giành được chức vô địch La Liga thứ tư với Barcelona và lọt vào bán kết của UEFA Champions League 2018–19, nơi đội của anh đã bị loại khỏi giải đấu sau khi thua chung cuộc 3–4 trước Liverpool, bao gồm cả trận thua 0–4 tại Anfield ở lượt về.

#### Mùa giải 2019–20
Vào ngày 28 tháng 9 năm 2019, Ter Stegen đã kiến tạo cho Luis Suárez ghi bàn thắng đầu tiên trong trận thắng 2–0 trên sân khách trước Getafe, trở thành thủ môn Barcelona đầu tiên thực hiện pha kiến tạo ở La Liga trong thế kỷ 21. Vào ngày 6 tháng 10, Ter Stegen đánh dấu trận đấu thứ 200 cho Barça bằng trận giữ sạch lưới trong chiến thắng 4–0 trên sân nhà trước Sevilla. Anh đã cung cấp một pha kiến tạo khác vào ngày 7 tháng 12 cho Antoine Griezman để ghi bàn thắng đầu tiên trong chiến thắng 5–2 trên sân nhà trước Mallorca.
Lần đầu tiên trong sự nghiệp ở Barça, ter Stegen giữ sạch lưới 5 trận liên tiếp. Trận thứ năm là trước Athletic Bilbao trong chiến thắng 1–0 vào ngày 23 tháng 6 năm 2020. Vào ngày 14 tháng 8 năm 2020, anh để thủng lưới 8 bàn trong trận thua 2–8 trước đội vô địch cuối cùng là Bayern Munich tại tứ kết UEFA Champions League 2019–20 ở Lisbon.

#### Mùa giải 2020–21
Sau khi kết thúc mùa giải trước, có thông báo rằng Ter Stegen đã trải qua một ca phẫu thuật đầu gối thành công và điều này khiến anh phải rời đội trong hơn hai tháng. Anh ấy đã bỏ lỡ một số trận đấu và được thay thế bởi Neto.
Vào ngày 20 tháng 10, Ter Stegen gia hạn hợp đồng với Barcelona và giữ anh ở lại câu lạc bộ cho đến ngày 30 tháng 6 năm 2025, với điều khoản mua đứt trị giá 500 triệu euro.
Vào ngày 24 tháng 11, Ter Stegen đạt trận giữ sạch lưới thứ 100 với Barcelona trong chiến thắng 4–0 trước Dynamo Kyiv ở vòng bảng Champions League trận đấu tại Sân vận động NSC Olimpiyskiy ở Kyiv.
Vào ngày 6 tháng 1 năm 2021, trong chiến thắng 3–2 trước Athletic Bilbao tại San Mamés, Ter Stegen đã có 250 lần ra sân cho Barcelona trên mọi đấu trường, giúp anh trở thành thủ môn có bàn thắng thứ năm–ra sân nhiều nhất trong lịch sử câu lạc bộ.
Năm đó, anh ấy đã cùng câu lạc bộ giành chức vô địch Copa del Rey trước đội á quân trước đó là Athletic Bilbao với tỷ số 4–0.

#### Mùa giải 2022–23
Vào ngày 30 tháng 12 năm 2022, Ter Stegen được bổ nhiệm làm đội trưởng thứ tư của Barcelona, sau khi Gerard Piqué giải nghệ giữa mùa giải.
Ter Stegen đã giành được danh hiệu La Liga thứ năm với Barcelona. Dẫn đầu hàng phòng ngự Barcelona được củng cố bởi các bản hợp đồng của Jules Koundé và Andreas Christensen, Ter Stegen đã giành được Zamora Trophy đầu tiên khi chỉ để thủng lưới 18 bàn sau 38 lần ra sân. Ngoài ra, 26 trận giữ sạch lưới của anh đã cân bằng kỷ lục La Liga của Paco Liaño được thiết lập trong mùa giải 1993–94. Bất chấp thành công ở La Liga của Barcelona, họ đã bị loại khỏi vòng bảng Champions League và sau đó bị loại khỏi Europa League ở vòng play-off loại trực tiếp bởi Manchester United.

## Sự nghiệp quốc tế

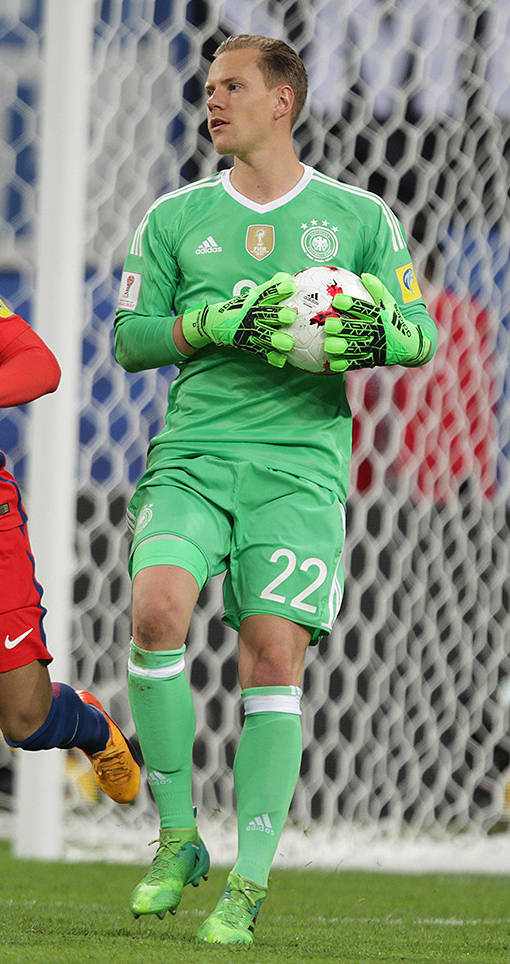
Ter Stegen trong màn trình diễn tại Chung kết FIFA Confederations Cup 2017

Năm 2009, anh tham gia vào đội chiến thắng giải U-17 châu Âu.
Ter Stegen đã được khen thưởng vì màn trình diễn của anh ấy bởi Joachim Löw, người đã gọi anh ấy vào đội hình tạm thời của Đức cho UEFA Euro 2012. Anh ra mắt lần đầu tiên vào ngày 26 tháng 5 năm 2012, trong trận thua 5–3 trước Thụy Sĩ trong một trận đấu giao hữu, nhưng không lọt vào trận chung kết cho giải đấu. Anh ấy đã cản phá một quả phạt đền của Lionel Messi trong trận đấu quốc tế thứ hai trong trận thua 1-3 trước Argentina vào ngày 15 tháng 8, ngay sau khi vào sân sau khi Ron-Robert Zieler bị đuổi khỏi sân.
Vào ngày 27 tháng 6 năm 2015, anh để thủng lưới 5 bàn trong trận đấu của U-21 Đức với U-21 Bồ Đào Nha trong trận bán kết của giải vô địch U-21 châu Âu ở Cộng hòa Séc.
Ter Stegen đã được đưa vào đội tuyển Đức tham dự UEFA Euro 2016, nhưng vẫn phải ngồi dự bị trong suốt giải đấu, dự bị cho Manuel Neuer; Đức lọt vào bán kết và bị loại sau trận thua 0–2 trước chủ nhà Pháp.
Tại FIFA Confederations Cup 2017, Ter Stegen đá chính trong tất cả các trận đấu của đội anh ấy, ngoại trừ trận đầu tiên ở vòng bảng, khi Đức giành chức vô địch giải đấu. Với màn trình diễn của anh ấy trong trận chung kết trước Chile, anh được vinh danh là Cầu thủ của trận đấu.
Vào ngày 15 tháng 5 năm 2018, Ter Stegen được đưa vào đội hình 27 người của Đức tham dự FIFA World Cup 2018. Huấn luyện viên Joachim Löw của Đức đã đưa Ter Stegen vào đội hình 23 người cuối cùng của Đức tham dự World Cup vào ngày 4 tháng 6 năm 2018.
Vào tháng 9 năm 2019, Ter Stegen đã có một cuộc khẩu chiến nhỏ với Manuel Neuer về vị trí thủ môn số một cho tuyển Đức..
Vào tháng 5 năm 2021, Ter Stegen bị loại khỏi danh sách tham dự UEFA Euro 2020 của Đức sau khi quyết định phẫu thuật để điều trị chấn thương gân bánh chè ở đầu gối phải.

## Phong cách thi đấu
Ter Stegen được mô tả là một thủ môn cao lớn, nhanh nhẹn và kiên định, phản xạ nhanh, ra quyết định tốt và khả năng cản phá xuất sắc giữa các cột dọc; anh cũng mạnh mẽ trong không chiến, giỏi trong các tình huống một đối một và giao tiếp hiệu quả với tuyến sau nhờ tính cách mạnh mẽ của anh. Nhờ khả năng đọc trận đấu và tốc độ khi lao ra khỏi đường biên, anh có thể đoán trước được đối thủ ngoài vòng cấm đã phá bẫy việt vị. Là người có khả năng cầm bóng cao trong chân, anh ấy nổi tiếng với khả năng kiểm soát và phân phối bóng chính xác, đồng thời thường đóng vai trò là một thủ môn quét, nhờ khả năng đi bóng từ phía sau của anh. Anh thường sử dụng đôi chân của mình để áp sát các cầu thủ và thực hiện những pha cứu thua quan trọng theo kiểu được mô tả là 'phong cách thủ môn Đức'. Hơn nữa, anh còn sở hữu kỹ thuật thủ môn cơ bản tốt và ý thức chọn vị trí tốt. Vào năm 2020, cựu thủ môn Tây Ban Nha và Barcelona Salvador Sadurní lưu ý rằng phong cách chơi của Ter Stegen rất giống với phong cách chơi của người đồng hương Đức Manuel Neuer. Được đánh giá là cầu thủ có triển vọng cao khi còn trẻ, kể từ đó anh đã khẳng định mình là một trong những thủ môn xuất sắc nhất của bóng đá thế giới.

## Đời tư
Ter Stegen sinh ra ở Mönchengladbach, North Rhine-Westphalia. Anh là người gốc Hà Lan thông qua cha mình. Anh kết hôn với người bạn gái lâu năm của mình, Daniela Jehle, ở Sitges, gần Barcelona. Vào ngày 28 tháng 12 năm 2019, cô sinh đứa con đầu lòng, Ben.

## Thống kê sự nghiệp

### Câu lạc bộ
Tính đến 18 tháng 5 năm 2025
| Câu lạc bộ                  | Mùa giải            | Giải vô địch        | Giải vô địch | Giải vô địch | Cúp quốc gia | Cúp quốc gia | Châu Âu | Châu Âu | Khác | Khác | Tổng cộng | Tổng cộng |
| Câu lạc bộ                  | Mùa giải            | Hạng đấu            | Trận         | Bàn          | Trận         | Bàn          | Trận    | Bàn     | Trận | Bàn  | Trận      | Bàn       |
| --------------------------- | ------------------- | ------------------- | ------------ | ------------ | ------------ | ------------ | ------- | ------- | ---- | ---- | --------- | --------- |
| Borussia Mönchengladbach II | 2009–10             | Regionalliga West   | 3            | 0            | —            | —            | —       | —       | —    | —    | 3         | 0         |
| Borussia Mönchengladbach II | 2010–11             | Regionalliga West   | 15           | 0            | —            | —            | —       | —       | —    | —    | 15        | 0         |
| Borussia Mönchengladbach II | Tổng cộng           | Tổng cộng           | 18           | 0            | —            | —            | —       | —       | —    | —    | 18        | 0         |
| Borussia Mönchengladbach    | 2010–11             | Bundesliga          | 6            | 0            | 0            | 0            | —       | —       | 2    | 0    | 8         | 0         |
| Borussia Mönchengladbach    | 2011–12             | Bundesliga          | 34           | 0            | 5            | 0            | —       | —       | —    | —    | 39        | 0         |
| Borussia Mönchengladbach    | 2012–13             | Bundesliga          | 34           | 0            | 2            | 0            | 9       | 0       | —    | —    | 45        | 0         |
| Borussia Mönchengladbach    | 2013–14             | Bundesliga          | 34           | 0            | 1            | 0            | —       | —       | —    | —    | 35        | 0         |
| Borussia Mönchengladbach    | Tổng cộng           | Tổng cộng           | 108          | 0            | 8            | 0            | 9       | 0       | 2    | 0    | 127       | 0         |
| Barcelona                   | 2014–15             | La Liga             | 0            | 0            | 8            | 0            | 13      | 0       | —    | —    | 21        | 0         |
| Barcelona                   | 2015–16             | La Liga             | 7            | 0            | 7            | 0            | 10      | 0       | 2    | 0    | 26        | 0         |
| Barcelona                   | 2016–17             | La Liga             | 36           | 0            | 1            | 0            | 9       | 0       | 0    | 0    | 46        | 0         |
| Barcelona                   | 2017–18             | La Liga             | 37           | 0            | 0            | 0            | 9       | 0       | 2    | 0    | 48        | 0         |
| Barcelona                   | 2018–19             | La Liga             | 35           | 0            | 2            | 0            | 11      | 0       | 1    | 0    | 49        | 0         |
| Barcelona                   | 2019–20             | La Liga             | 36           | 0            | 2            | 0            | 8       | 0       | 0    | 0    | 46        | 0         |
| Barcelona                   | 2020–21             | La Liga             | 31           | 0            | 4            | 0            | 5       | 0       | 2    | 0    | 42        | 0         |
| Barcelona                   | 2021–22             | La Liga             | 35           | 0            | 1            | 0            | 12      | 0       | 1    | 0    | 49        | 0         |
| Barcelona                   | 2022–23             | La Liga             | 38           | 0            | 3            | 0            | 7       | 0       | 2    | 0    | 50        | 0         |
| Barcelona                   | 2023–24             | La Liga             | 28           | 0            | 0            | 0            | 8       | 0       | 0    | 0    | 36        | 0         |
| Barcelona                   | 2024–25             | La Liga             | 8            | 0            | 0            | 0            | 1       | 0       | 0    | 0    | 9         | 0         |
| Barcelona                   | Tổng cộng           | Tổng cộng           | 291          | 0            | 28           | 0            | 93      | 0       | 10   | 0    | 422       | 0         |
| Tổng cộng sự nghiệp         | Tổng cộng sự nghiệp | Tổng cộng sự nghiệp | 417          | 0            | 36           | 0            | 102     | 0       | 12   | 0    | 567       | 0         |

1. ↑  Bao gồm DFB-Pokal, Copa del Rey
2. ↑  Số lần ra sân tại Bundesliga play-offs xuống hạng
3. ↑  Hai lần ra sân tại UEFA Champions League, bảy lần ra sân tại UEFA Europa League
4. 1 2 3 4 5 6 7 8 9  Số lần ra sân tại UEFA Champions League
5. ↑  Một lần ra sân tại Supercopa de España, một lần ra sân tại UEFA Super Cup
6. 1 2 3 4 5  Số lần ra sân tại Supercopa de España
7. ↑  Sáu lần ra sân tại UEFA Champions League, sáu lần ra sân tại UEFA Europa League
8. ↑  Năm lần ra sân tại UEFA Champions League, hai lần ra sân tại UEFA Europa League

### Đội tuyển quốc gia
Tính đến 10 tháng 6 năm 2025
| Đội tuyển quốc gia | Năm       | Trận | Bàn |
| ------------------ | --------- | ---- | --- |
| Đức                |           |      |     |
| 2012               | 2         | 0    |     |
| 2013               | 1         | 0    |     |
| 2014               | 1         | 0    |     |
| 2016               | 4         | 0    |     |
| 2017               | 10        | 0    |     |
| 2018               | 3         | 0    |     |
| 2019               | 3         | 0    |     |
| 2021               | 3         | 0    |     |
| 2022               | 3         | 0    |     |
| 2023               | 8         | 0    |     |
| 2024               | 4         | 0    |     |
| 2025               | 2         | 0    |     |
| Tổng cộng          | Tổng cộng | 44   | 0   |

## Danh hiệu

### Câu lạc bộ
Barcelona
- La Liga: 2014–15, 2015–16, 2017–18, 2018–19, 2022–23, 2024–25
- Copa del Rey: 2014–15, 2015–16, 2016–17, 2017–18, 2020–21, 2024–25
- Supercopa de España: 2016, 2018, 2023, 2025
- UEFA Champions League: 2014–15
- UEFA Super Cup: 2015
- FIFA Club World Cup: 2015

### Quốc tế

#### U-17 Đức
- UEFA European Under-17 Championship: 2009

#### Đức
- FIFA Confederations Cup: 2017